# 네 자매 이야기
《네 자매 이야기》는 2001년 6월 13일부터 2001년 8월 16일까지 방영한 MBC 수목 미니시리즈 작품이었다.

## 시놉시스
어린 시절 정재봉 의원 댁에서 일하던 평양댁의 손자 영훈은 엄마 순영을 따라 잠시 정 의원 별채에서 머물게 된다. 하지만 엄마 순영의 갑작스런 발병으로 정 의원이 수술을 맡게 되고, 정 의원은 마치 운명처럼 친구 민박사의 부탁으로 국회의원의 수술과 바꾸게 된다. 그리고 영훈의 엄마는 수술 후 도주한 것으로 알려진 채 식물인간으로 지내게 된다. 그때부터 영훈은 정 의원에게 아들처럼 길러진다. 또 그곳에서 정 의원의 네 딸 혜정, 유진, 유미, 유선을 만나게 된다. 유진에 대한 영훈의 감정은 남달랐으나 쉽게 마음을 열 수 없었다. 혜정은 그와 비슷한 처지로 배다른 자식이면서도 착한 성품을 가져 그에겐 친구와 같은 존재가 된다. 15년 후, 각자 의사로 성장한 영훈, 유진과 희생적인 간호사 혜정은 부모에게 물려받은 상처를 자신들의 사랑으로 덮으려 한다.

## 등장 인물

### 주요 인물
- 황수정 : 정혜정(27세) 역 - 캐릭터: 희생. 맏딸, 간호사
- 채림 : 정유진(25세) 역 - 캐릭터: 이성. 둘째 딸, 외과 인턴
- 안연홍 : 정유미(24세) 역 - 캐릭터: 허영. 셋째 딸
- 박예진 : 정유선(19세) 역 - 캐릭터: 순수. 넷째 딸, 대학교 1학년 학생
- 한재석 : 이영훈(27세) 역 - 보민의원의 작은 의사로 불림.
- 김찬우 : 민준하(27세) 역 - 스포츠 에이전트

### 주변 인물
- 지진희 : 한태석(26세) 역 - 시인
- 박철 : 김기철(33세) 역 - 체육과 강사
- 이정길 : 정재봉(50대) 역 - 보민의원 원장, 네 자매의 아버지
- 김영란 : 여진(50세) 역 - 정재봉의 아내
- 김용건 : 민윤택(50대 중반) 역 - 종합병원 병원장, 정재봉의 친구
- 김세준 : 한봉팔(34세) 역 - 원무과 과장
- 노현희 : 김화미(32세) 역 - 수간호사
- 성현아 : 민수진(26세) 역 - 민윤택의 딸, 민준하의 사촌동생
- 김지영: 평양댁(60대 초반) 역 - 15년 전 정의원네 가정부, 이영훈의 외할머니
- 양금석 : 김순영(50세) 역 - 여진의 동창, 이영훈의 어머니. 의료사고로 식물인간이 됨.
- 이근희 : 태석의 선배(29세) 역
- 남성진 : 서재연(26세) 역 - 재벌 2세, 정유미의 약혼자

### 그 외 인물
- 전금한
- 길용우 : 김동수 사장 역
- 오승국
- 신귀식 : 민윤걸 회장 역 - 준하의 아버지
- 조신애
- 고건령
- 이동욱 : 이한수 역 (1회에 미식축구 선수로 출연)
- 문회원
- 한규희
- 최범호
- 송일국
- 이세은
- 조재혁
- 김일웅
- 김상엽
- 송성희
- 김환교
- 김신일
- 양현태
- 윤희주
- 김철기
- 강용석
- 고정민
- 정대홍
- 홍순창
- 신국
- 백종헌
- 박병훈
- 윤순홍
- 이정훈
- 최세환
- 송성희
- 인교진
- 송재윤
- 민경
- 양일민
- 문미봉
- 오승룡
- 유명순
- 송영웅
- 이숙
- 홍세은
- 박상규
- 최은숙
- 김복희

## 참고 사항
- 당초 혜정 역은 김지수가 낙점됐으나 제작진은 조용하고 품위 있는 캐릭터에는 황수정이 더욱 적격이라 판단해 촬영 임박에도 불구하고 배역 교체를 단행했다.[1]
- 하지만 드라마 촬영 내내 황수정과 스태프간의 불협화음이 끊이지 않았다.[2]